# Rodrigo Luque
Rodrigo Luque es un corregimiento del distrito de Santiago, en la provincia de Veraguas, República de Panamá. Su creación fue establecida mediante la Ley 21 de 16 de octubre de 2014, segregado de los corregimientos de Santiago y de Canto del Llano. Su cabecera es La Soledad de Santiago. El nombre del corregimiento proviene del ex-pelotero del equipo de Veraguas y exalcalde del distrito de Santiago quien falleció cuando se le practicaba una intervención quirúrgica tras un infarto al corazón.